# Svend Junge
Svend Junge (22. maj 1930 i Ørnhøj – 21. februar 2007 i Nuuk) var en erhvervsmand, der virkede i Grønland. Han er kendt for sin store samling af grønlandsk husflid og kunst, som han donerede til Nuuk Kommune, sammen med Nuuk Kunstmuseum, som han havde grundlagt i 2005. Han har derudover givet millionbeløb til velgørenhed i Grønland.
Han startede som tømrer i Grønland i 1959, byggede Grønlands første dampvaskeri og har været en central aktør i entreprenørbranchen i Godthåb med etableringen af Godthåb Transportservice og Godthåb Olieservice.
Han blev æresborger i 1989 og modtog Nersornaat i sølv i 1998 og Nersornaat i guld i 2006.